# Анастасо-Теофано
Теофанό (на гръцки: Θεοφανώ), по рождение Анастасό (на гръцки: Αναστασώ), е византийска императрица, съпруга първо на император Роман II от Македонската династия, а след убийството му – на заменилия го на престола Никифор II Фока.
Любовница е на император Йоан Цимисхий и прави неуспешни опити да се ожени и за него след възцаряването му.
Известна е като красива, но аморална жена, която играе важна роля в историята на Византия през 10 век.

## Брак с Роман II
Прочута с красотата си, Анастасо, както се нарича първоначално, е дъщеря на кръчмар, благодарение на което се добира до компанията на младия, обичащ развлеченията принц. Вече веднъж женен (за Берта, дъщеря на Хуго Арлски), но вдовец от години, бъдещият император Роман II се жени за младата ханджийка през 956 г., когато тя самата е на около 15 години, а той – приблизително на 18.
След женитбата тя се преименува на Теофано в чест на света Теофания, първата съпруга на дядото на Роман – Лъв VI Премъдри.
Император Константин VII умира през 959 г. след продължителна треска, без доказателства за отравяне, но подозрението за убийството му това пада върху Теофано и Роман. След възкачването си на престола Роман II става зависим от съветите на Теофано, което ѝ позволява да доминира в политическия живот на империята. По нейно настояване Роман II изпраща всичките си 5 сестри на заточение в манастира „Кинеклион“.
На 15 март 963 император Роман II, 25-годишен, умира неочаквано. Според мълвата Теофано е отровила съпруга си, въпреки че императрицата няма какво да спечели от убийството му, а по-скоро би загубила от това, освен доколкото след него тя е почти едноличен владетел на страната. По това време те вече имат 3 деца: Василий (наречен впоследствие Василий II Българоубиец), Константин (станал император под името Константин VIII) и Анна (омъжена по-късно за руския княз Владимир I, по повод на което той се покръства). Споделяйки го с евнуха Йосиф Вринга, Теофано поема регентството над Василий II и Константин VIII – наследници на престола.

## Брак с Никифор Фока
Да бъде майка на малолетните императори (по това време – 963 г. – на около 3 – 5 години; Анна е току-що родено бебе) не е достатъчно за Теофано, за да е сигурна, че ще остане на власт – нужен ѝ е съпруг-император. Тя избира за това видния военачалник Никифор Фока и урежда възшествието му.
След като е обявен от армията за император в Кесария, на 15 август 963 г. Никифор II влиза в Константинопол, разпръсква силите на Йосиф Вринга в кървави улични сражения и на 16 август е коронован за император в „Света София“. После се жени за императрицата и занапред е единствен император, а евнухът става монах. Все пак възниква спор дали бракът между тях е законен – предвид това, че Никифор е известен като кръстник на поне едно от децата ѝ, поради което според православната църква Теофано и Никифор са духовни роднини. Полиевкт I (известен и като Поликтист), вселенски патриарх, отказва да допусне императора до светите тайнства, преди той да се покае публично за втория си брак и дори го заплашва с отлъчване от църквата, настоявайки да се раздели, или даже да се разведе с императрицата. Затова Варда Фока, баща на императора, дава клетва пред патриарха, че Никифор не е кръстник на нито едно от децата на Теофано (твърдейки че той е кръстникът, а не синът му), затова Полиевкт позволява на Никифор отново да влиза в църква, както и да задържи Теофано като своя съпруга. Междувременно у Теофано се заражда идеята да замени Никифор с по-удобен (от политическа гледна точка) съпруг и тя се спира на младия и амбициозен военачалник Йоан Цимисхий, чиято любовница става и с когото организира заговор срещу Никифор Фока. Императрицата подготвя убийството на съпруга си, a Йоан Цимисхий и хората му го извършват през нощта на 10 срещу 11 декември 969 г. и Йоан Цимисхий скоро е обявен за новия император, но на първо време не е коронован от патриарха.

## Последни години
Патриарх Полиевкт се противопоставя и на новите женитбени кроежи на Теофано, решен да накаже престъпниците. Той настоява Йоан Цимисхий да се покае, да накаже убийците на Никифор Фока и да прогони Теофано от двореца, което той и прави, тъй че е официално признат от патриарха за император, а вече бившата императрица е заточена на един от Принцовите острови в Мраморно море. Съвсем ненадейно обаче тя се появява в Константинопол, търсейки убежище в църквата „Света София“, откъдето е изведена по заповед на паракимонена (главния шамбелан) Василий Лакапин, който я осъжда на заточение в затънтен манастир в Армения. Преди да бъде отведена там, Василий удовлетворява молбата ѝ за аудиенция при императора; по време на нея тя обсипва Цимсхий с порой от ругатни и физически напада шамбелана, нанасяйки му няколко силни удара. Освен това изглежда присъства и Василий II, за когото в негово присъствие тя заявява, че е дете от нейна любовна връзка, а не роден син на Роман II. Цимисхий става негов и на брат му Константин настойник и се жени за леля му Теодора.
След смъртта на Йоан Цимисхий (976 г.) Теофано се завръща в Константинопол, умира и е погребана там.

## Деца
Теофано и Роман II (женени от 956 г. до 963 г.) имат 3 или повече деца, от които са сигурни имената на 3:
- Василий II Българоубиец (р. 958 г.)
- Константин VIII (р. 960 г.)
- Анна Порфирогенита (родена 2 дни преди смъртта на баща си – 963 г.)

Възможно е да е имала дъщеря, наречена Елена, чийто съпруг се предполага, че се е наричал Аргир.
Дълго време се е смятало, че Анастасо-Теофано е майка на германската императрица Теофано, но съвременни (20.-21. век) изследвания доказват, че нейна майка е София Фокина, племенница на Никифор II Фока.